# Unione delle Gioventù Comuniste di Spagna
La Unione delle Gioventù Comuniste di Spagna (Unión de Juventudes Comunistas de España, UJCE) è un'organizzazione politica giovanile di classe marxista-leninista che lotta per gli interessi della classe lavoratrice e della sua gioventù, formata dai giovani comunisti nello Stato spagnolo. È l'organizzazione giovanile del Partito Comunista di Spagna, anche se a partire da giugno 2023 questa relazione è stata bloccata a causa di tensioni interne e tentativi di intervento da parte del PCE sulla struttura della UJCE.
L'UJCE ha come compito fondamentale quello di lavorare per articolare il movimento giovanile, agendo tra la gioventù lavoratrice e studentesca con l'obiettivo di emancipare la classe operaia attraverso la rivoluzione socialista, sviluppando le tappe tattiche necessarie affinché essa sviluppi la coscienza di sé per la costruzione di una società comunista, attraverso la rivoluzione, la dittatura del proletariato e il socialismo.
L'UJCE basa la sua teoria e pratica sul materialismo dialettico e storico e sul socialismo scientifico, avendo come principi l'internazionalismo proletario, l'autodeterminazione dei popoli e la lotta ecologista. Per questo lotta contro il capitalismo, l'imperialismo, il fascismo, il patriarcato, la xenofobia, l'omofobia e qualsiasi forma di oppressione dell'essere umano e della sua dignità, e come base ideologica ha il marxismo-leninismo, facendo proprio i contributi dei movimenti di liberazione e dei processi rivoluzionari che hanno contribuito al progresso dell'umanità.
Le sue origini risalgono al 1921, come risultato dell'unione delle organizzazioni giovanili comuniste legate al Partito Comunista Spagnolo (fondato nel 1920 dalle Gioventù Socialiste) e al Partito Comunista Operaio Spagnolo (fondato nel 1921 da militanti scissionisti del PSOE). Attualmente è affiliata alla Federazione Mondiale della Gioventù Democratica.